# Hiraea transiens
Hiraea transiens är en tvåhjärtbladig växtart som beskrevs av Franz Josef Niedenzu. Hiraea transiens ingår i släktet Hiraea och familjen Malpighiaceae. Inga underarter finns listade i Catalogue of Life.